# 1998-as magyar asztalitenisz-bajnokság
Az 1998-as magyar asztalitenisz-bajnokság a nyolcvanegyedik magyar bajnokság volt. A bajnokságot március 6. és 8. között rendezték meg Budapesten, a Statisztika Marczibányi téri csarnokában.

## Eredmények
| Versenyszám  | Arany                                                              | Arany | Ezüst                                                      | Ezüst | Bronz | Bronz |
| ------------ | ------------------------------------------------------------------ | ----- | ---------------------------------------------------------- | ----- | --- | ----- |
| Férfi egyéni | Pagonyi Róbert BVSC                                                |       | Varga Zoltán LRI-Malév SC                                  |       | Marsi Márton BVSCPázsy Ferenc LRI-Malév SC                                                                |       |
| Női egyéni   | Tóth Krisztina Statisztika Petőfi SC                               |       | Bátorfi Csilla FC Langweid                                 |       | Fazekas Mária Statisztika Petőfi SCMolnár Zita Postás-Matáv SE                                            |       |
| Férfi páros  | Németh Károly, Pázsy Ferenc TTF Bad Honnef , LRI-Malév SC          |       | Bátorfi Zoltán, Gerold Gábor Postás-Matáv SE               |       | Gárdos Krisztián, Gárdos Róbert TS Innsbruck Demeter Lehel, Mercz Gábor Kecskeméti Spartacus, Ceglédi VSE |       |
| Női páros    | Bátorfi Csilla, Tóth Krisztina FC Langweid , Statisztika Petőfi SC |       | Gazsi Ildikó, Kertai Rita Orosházi MTK, Postás-Matáv SE    |       | Braun Éva, Molnár Zita BSE, Postás-Matáv SEWirth Veronika, Fazekas Mária Statisztika Petőfi SC            |       |
| Vegyes páros | Pázsy Ferenc, Molnár Zita LRI-Malév SC, Postás-Matáv SE            |       | Pagonyi Róbert, Tóth Krisztina BVSC, Statisztika Petőfi SC |       | Bátorfi Zoltán, Bátorfi Csilla Postás-Matáv SE, FC Langweid Varga Sándor, Kertai Rita Postás-Matáv SE     |       |